# Tango N' Vectif
Tango N' Vectif es el álbum con el que debutó el artista Mike Paradinas como µ-Ziq en el campo de la música electrónica. Fue relanzado en el 2001 como un doble CD con canciones adicionales que estaban originalmente en la versión de vinilo.

## Listado de canciones

### CD 1993
| N.º | Canción                       | Duración |
| --- | ----------------------------- | -------- |
| 1.  | «Tango N' Vectif»             | 4:03     |
| 2.  | «Swan Vesta»                  | 6:09     |
| 3.  | «Burnt Sienna»                | 8:06     |
| 4.  | «Iesope»                      | 5:56     |
| 5.  | «Auqeam»                      | 3:58     |
| 6.  | «Vibes»                       | 3:54     |
| 7.  | «µ-ziq Theme»                 | 4:36     |
| 8.  | «The Sonic Fox»               | 5:33     |
| 9.  | «Amenida»                     | 5:54     |
| 10. | «Whale Soup»                  | 3:22     |
| 11. | «Xenith Filigree Anus (edit)» | 5:01     |
| 12. | «Die Zweit Heimat»            | 5:31     |
| 13. | «Phragmal Synthesis, Pt. 3»   | 4:49     |
| 14. | «Phi*1700(U/V)»               | 5:56     |
| 15. | «Beatnik No. 2»               | 5:36     |

## 2001 relanzamiento

### Primer CD
| N.º | Canción             |  |
| --- | ------------------- |  |
| 1.  | «Tango N' Vectif»   |  |
| 2.  | «Swan Vesta»        |  |
| 3.  | «Burnt Sienna»      |  |
| 4.  | «Iesope»            |  |
| 5.  | «µ-ziq Theme»       |  |
| 6.  | «Auqeam»            |  |
| 7.  | «Vibes»             |  |
| 8.  | «Ad Misericordiam»  |  |
| 9.  | «Beatnik #2»        |  |
| 10. | «Die Zweite Heimat» |  |
| 11. | «The Sonic Fox»     |  |
| 12. | «Caesium»           |  |
| 13. | «Phi*1700 [u/v]»    |  |

### Segundo CD
| N.º | Canción                   |
| --- | ------------------------- |
| 1.  | «4 Time Egg»              |
| 2.  | «Phragmal Synthesis Pt.1» |
| 3.  | «Phragmal Synthesis Pt.2» |
| 4.  | «Phragmal Synthesis Pt.3» |
| 5.  | «Xenith Filigree Anus»    |
| 6.  | «Whale Soup»              |
| 7.  | «Amenida 2»               |
| 8.  | «Paco»                    |
| 9.  | «Crosstown Traffic»       |
| 10. | «Xolbe 2»                 |
| 11. | «Driving Is Easy»         |
| 12. | «Methyl Albion»           |
| 13. | «Glink»                   |

- Datos: Q1648245